# Ambrosius Adrian von Viermund

Wappen der Freiherren von Viermund zu Neersen

Ambrosius Adrian Adolf Freiherr von Viermund zu Neersen (* 2. November 1640; † 15. Dezember 1688) war Freiherr von Neersen, Anrath und Schönforst sowie Angehöriger des niederrheinischen Adelsgeschlechtes Virmond-Neersen (1502–1744).

## Leben
Ambrosius Adrian war der Sohn des Freiherren Adrian Wilhelm von Viermund und seiner ersten Frau Johanna Katharina von Bongardt.
Er trat in die Dienste des Kurfürsten von der Pfalz, bei dem zum Geheimen Rat sowie zum Oberst-Stallmeister aufstieg.
Schon 1669 überließ sein Vater ihm die Verwaltung von Neersen, Anrath und Donk.
Nach dem Tod seines Vaters am 15. Juli 1681 wurde Ambrosius Adrian am 18. September 1681 mit dem Schloss und der Herrschaft zu Neersen sowie den sonstigen Ländereien der Familie belehnt. Wie sein gesamtes Leben über, stand er auch während seiner Regierungszeit immer im Schatten seines Vaters. Er fiel vor allem durch die maßlose Verschwendung von Geld auf.
Er war mit Johanna Margaretha Freiin von Spee zu Altenhof († 12. April 1712) verheiratet. Sie war die Tochter der Eheleute Friedrich Christian von Spee zu Altenhoven, Amtmann von Angermund, und Maria von Weschpennig zu Scheidt, Erben des Schlosses Heltorf.
Er folgte seinem Schwiegervater als Amtmann von Angermund und wurde zudem Drost von Ratingen.
Als er schon 1688 starb, folgte ihm sein einziger Sohn Ambrosius Franz. Er wurde in der Anrather Kirche begraben. Seine Witwe kaufte sich um 1693 das Haus Clörath als Altersruhesitz.